# Leptotrichella barbensis
Leptotrichella barbensis là một loài Rêu trong họ Dicranaceae. Loài này được (Renauld & Cardot) Ochyra mô tả khoa học đầu tiên năm 1997.